# Biserica Pogorârea Duhului Sfânt din Dezna

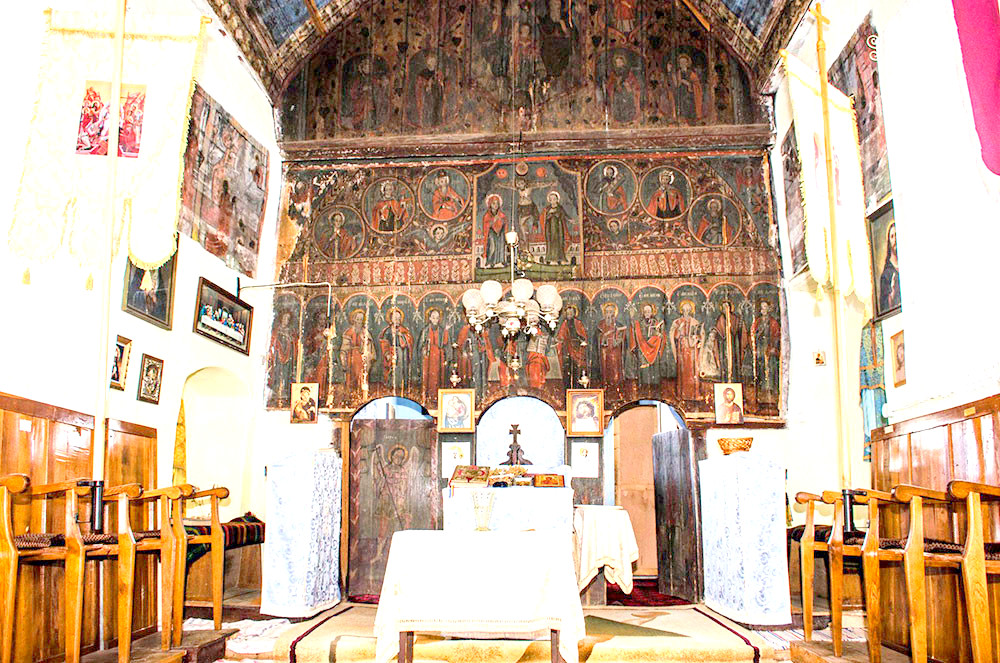
Nava spre iconostas

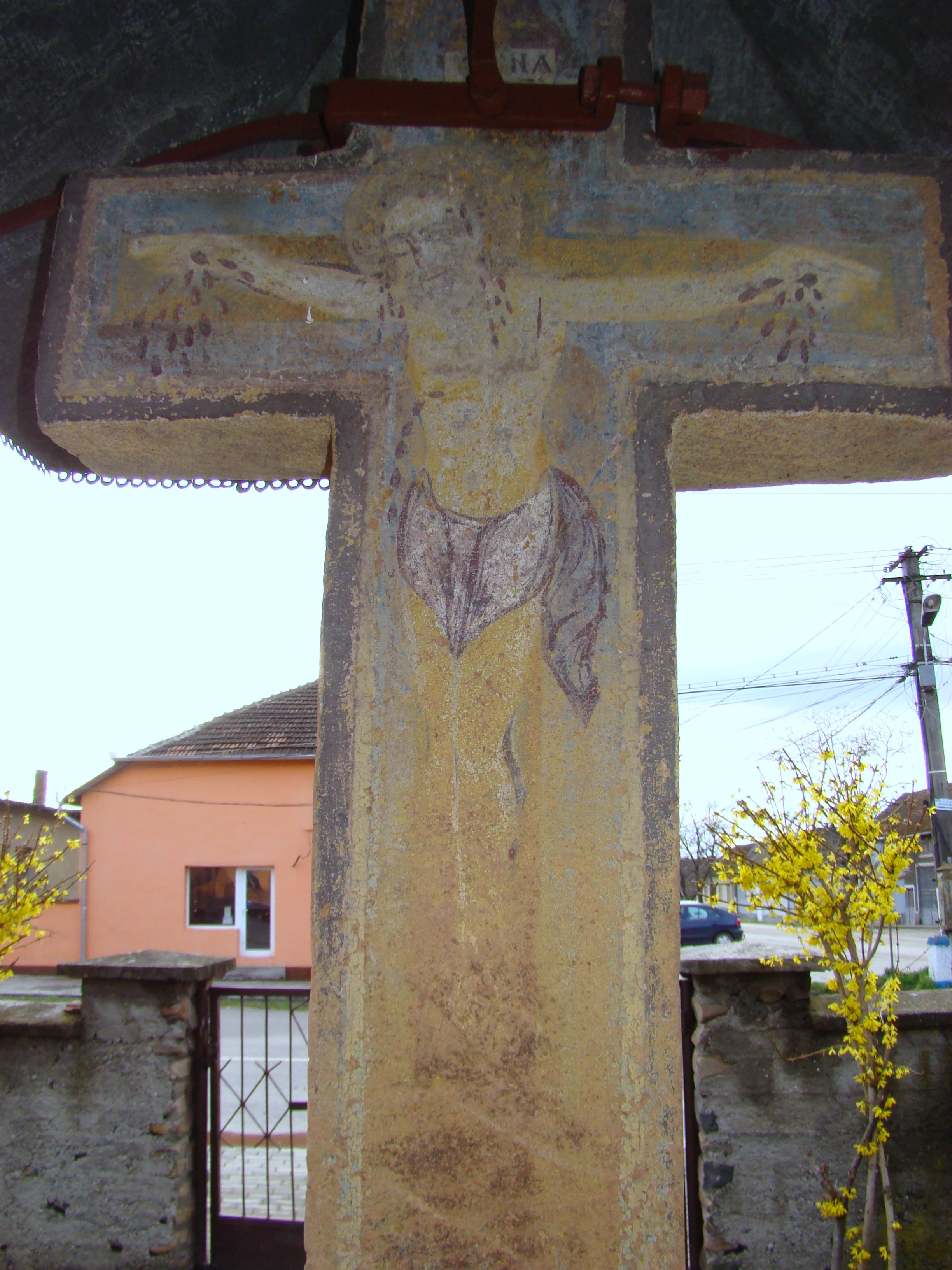
Troiță (monument istoric)

Biserica Pogorârea Duhului Sfânt este un ansamblu de monumente istorice aflat pe teritoriul satului Dezna, comuna Dezna, județul Arad. Figurează pe lista monumentelor istorice  cod LMI AR-II-a-B-00601.
Ansamblul este format din trei monumente:
- Biserica „Pogorârea Duhului Sfânt” (cod LMI AR-II-m-B-00601.01)
- Troiță                  (cod LMI AR-II-m-B-00601.02)
- Troiță                  (cod LMI AR-II-m-B-00601.03)

## Istoric și trăsături
Localitatea Dezna (în maghiară: Dézna) se află situată în Depresiunea Ineu-Gurahonț, la poalele Munților Codru-Moma, la confluența râului Moneasa cu râul Sebiș, la o distanță de 92 de km față de municipiul Arad. Trecutul localității este strâns legat de cel al cetății care i-a dat numele. Primele documente scrise care atestă existența cetății datează din anul 1318.
În faza inițială, biserica a avut un plan alcătuit dintr-o navă dreptunghiulară, cu contraforturi la colțurile din vest, și un altar prevăzut de asemenea cu contraforturi de colț, prezentând pe latura de nord și un contrafort amplasat asimetric, cu rol de întărire a zidului respectiv. Existența contraforturilor evidențiază că biserica a fost construită în a doua jumătate a secolului al XVI-lea, în perioada de tranziție de la romanic la gotic, ele fiind specifice acelei perioade.
În anul 1769, în urma demolării laturii de vest și a dublării fațadei cu un nou zid, decalat către vest cu cca. 1 m, s-au dărâmat cele 4 contraforturi de la colț, de la navă și de la altar. Data acestor transformări, este săpată cu litere chirilice într-un fragment de cruce, refolosită ca material de construcție în tasarea noului zid de sud al navei. Tot atunci s-a deschis și ușa de pe latura de nord.
În anul 1850, nava a fost prelungită spre vest cu o nouă încăpere, cuprinzând un turn clopotniță înglobat în interior, iar comunicarea cu vechea navă a fost realizată prin desfacerea pe toată lățimea a zidului de vest, refăcut în anul 1760.
Biserica este construită din piatră, având formă de navă, iconostasul bisericii și tavanul fiind de lemn, pe care se găsesc urme vechi de pictură. Biserica este acoperită cu țiglă, iar turnul, în care se găsesc 2 clopote, cu tablă.
Pe bolta altarului este reprezentată scena încoronării Fecioarei Maria de către Sfânta Treime, înscrisă în medalion și încadrată de cei patru Evangheliști, care la rândul lor sunt încadrați în chenare dreptunghiulare. Atât medalioanele, cât și Evangheliștii sunt încadrați de un decor format din vrejuri vegetale.
Pe pereții naosului, la baza boltei semicilindrice, sunt reprezentate 12 scene din viața Mântuitorului, dar din cauza stării avansate de degradare nu se poate distinge decât scena Răstignirii Domnului între doi tâlhari (pe peretele de nord, în dreptul ușii).
Pe ușile împărătești sunt reprezentați Sfinții Evangheliști, iar pe cele diaconești, Arhanghelul Gavriil (stânga) și Arhanghelul Mihail (dreapta).

## Preoți slujitori
Cel mai vechi preot cunoscut la biserica din Dezna este Teodor Popovici (1767) din Dezna. În 1791 întâlnim ca preot pe Mihai Popovici, întâlnit și în 1801. Din 1797 funcționează un al doilea preot, Constantin Rubenovici de la Honțișor. În 1815 Costa Petru funcționa ca și capelan, în 1824 era propus spre hirotonie ca diacon învățătorul Ioan Onaga din Dezna, fiul preotului din Rănușa. În 1826, preotul Paul Beldea, din cauza unei boli cere ca înlocuitor pe fiul său în vârstă de 25 ani care cunoștea limba română, limba latină și maghiară. În jurul anilor 1834-1835 parohia era vacantă. Abia în anul 1837 este transferat în postul de paroh la Dezna capelanul Miletie Faur din Iosășel. La 22 ianuarie 1848, postul de capelan era vacant. Se cerea protopopului să comunice din timp posturile vacante. În 1886 preot numit era Zaharia Milion care a slujit până în 1921. Următorul preot, începând cu 6 august 1921, până în 1957, a fost Cornel Bodea. La șirul preoților ce au slujit în această biserică se mai adaugă: Vesa Cornel, Vesa Pavel, Ioja Beni și din anul 2000 până în prezent Bătrân Radu.

## Imagini

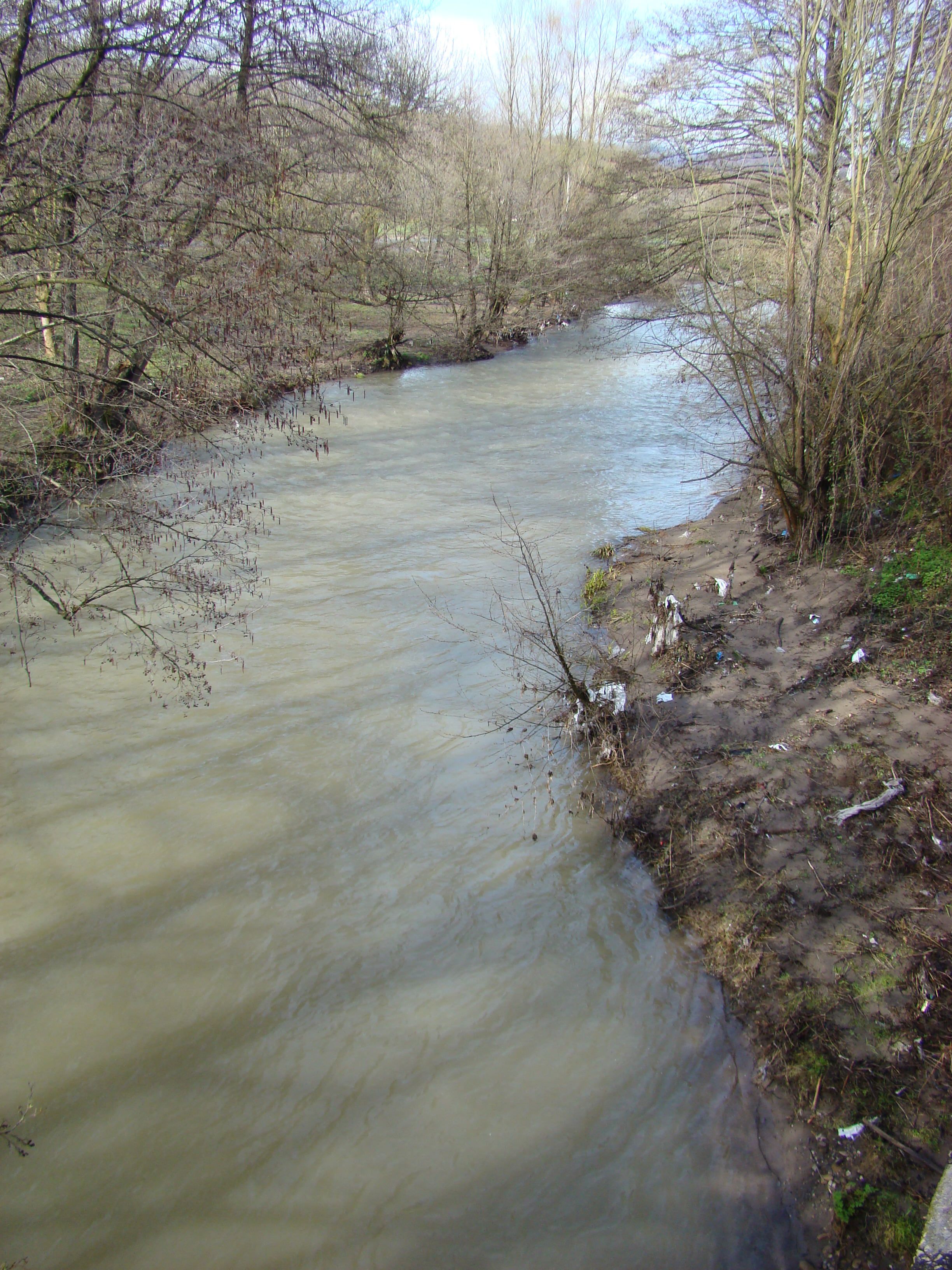
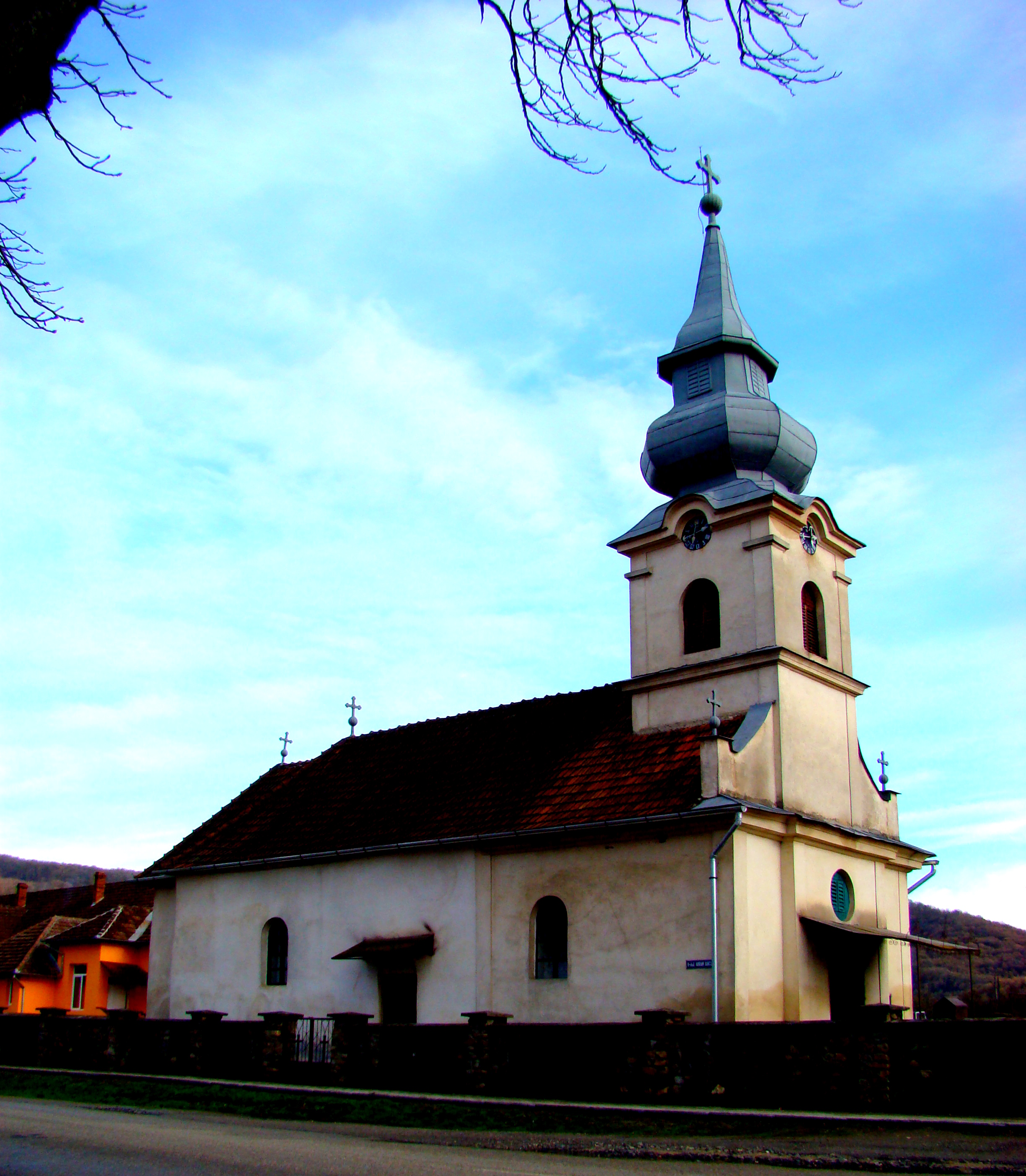
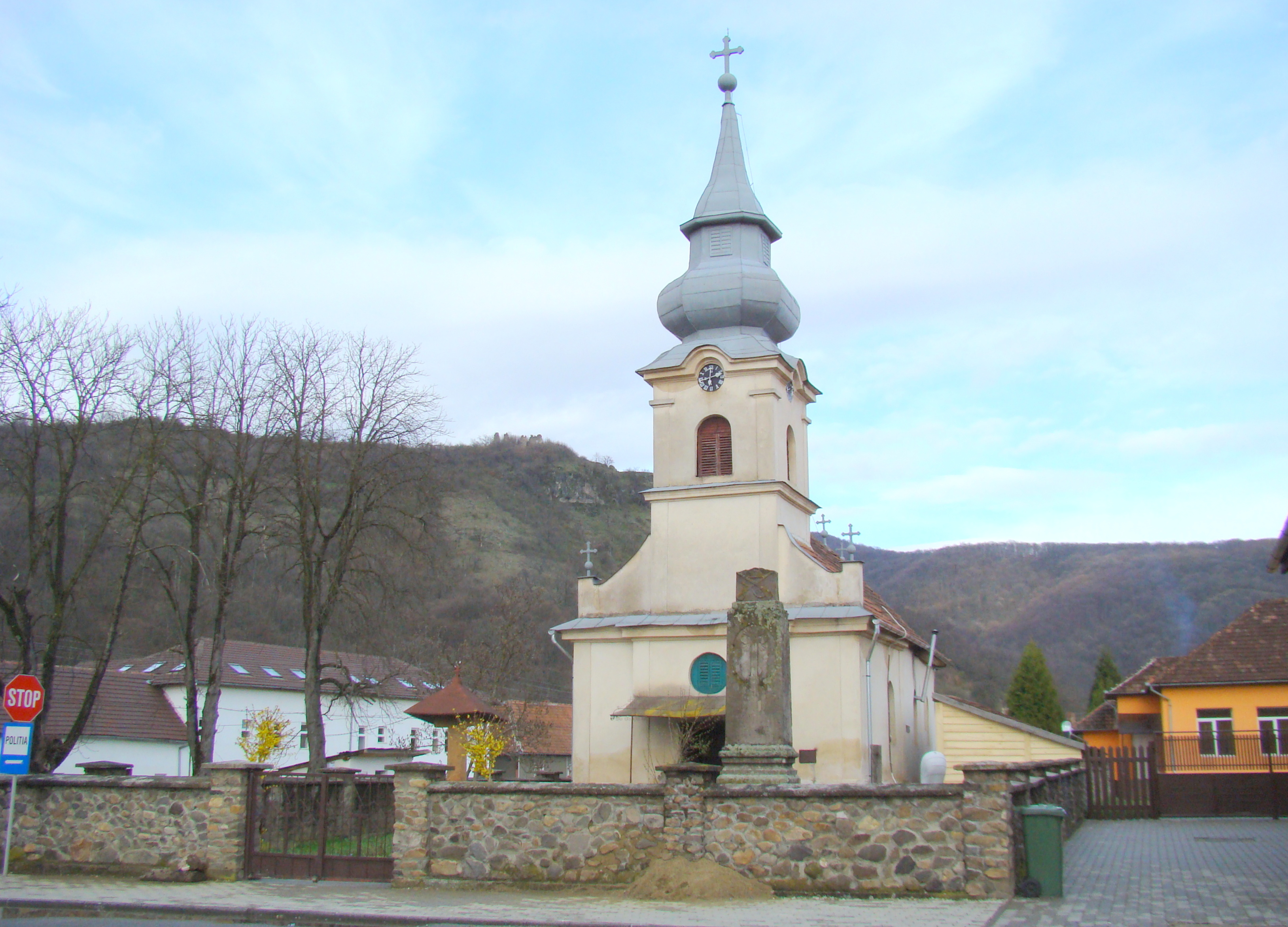
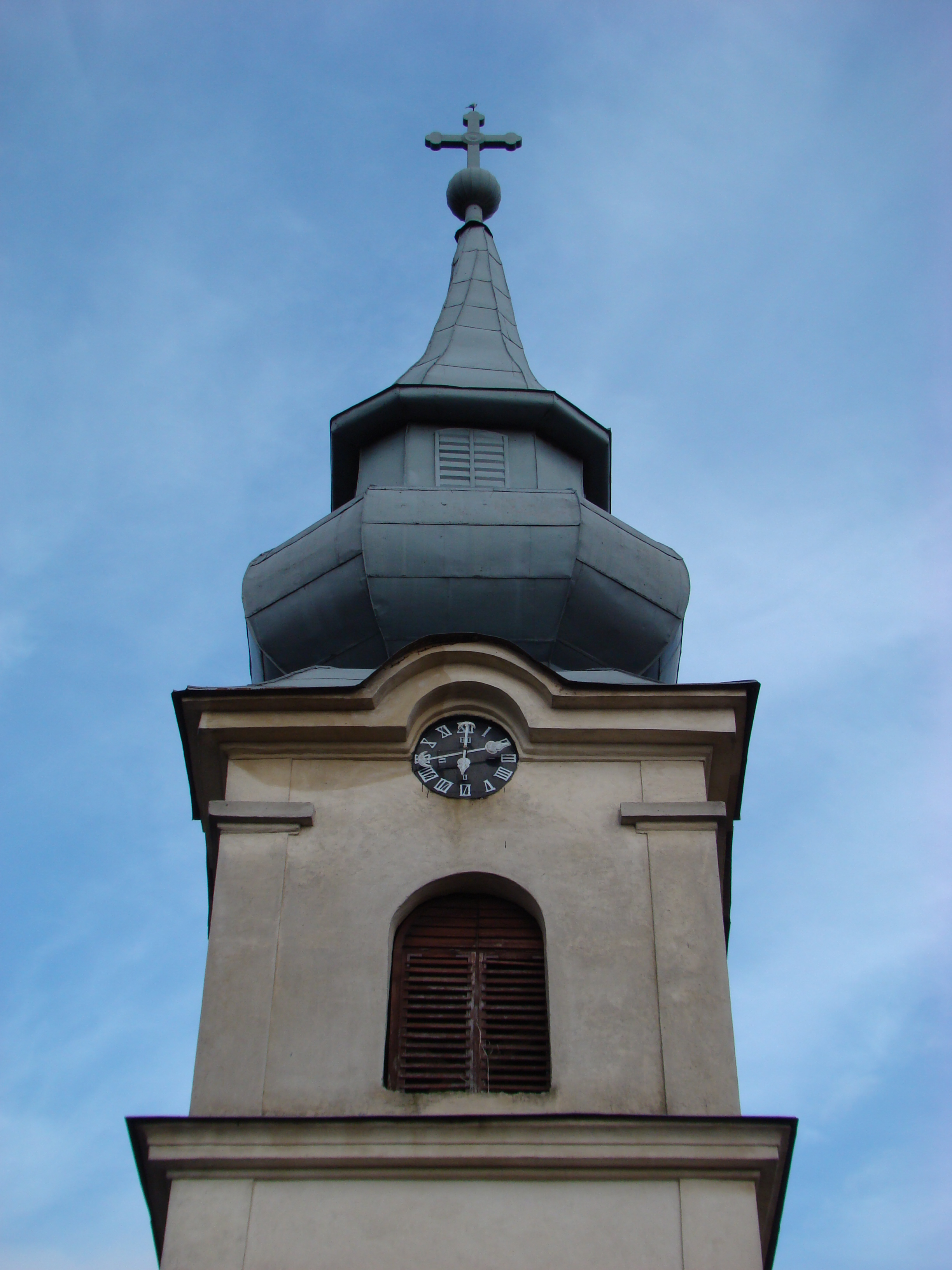
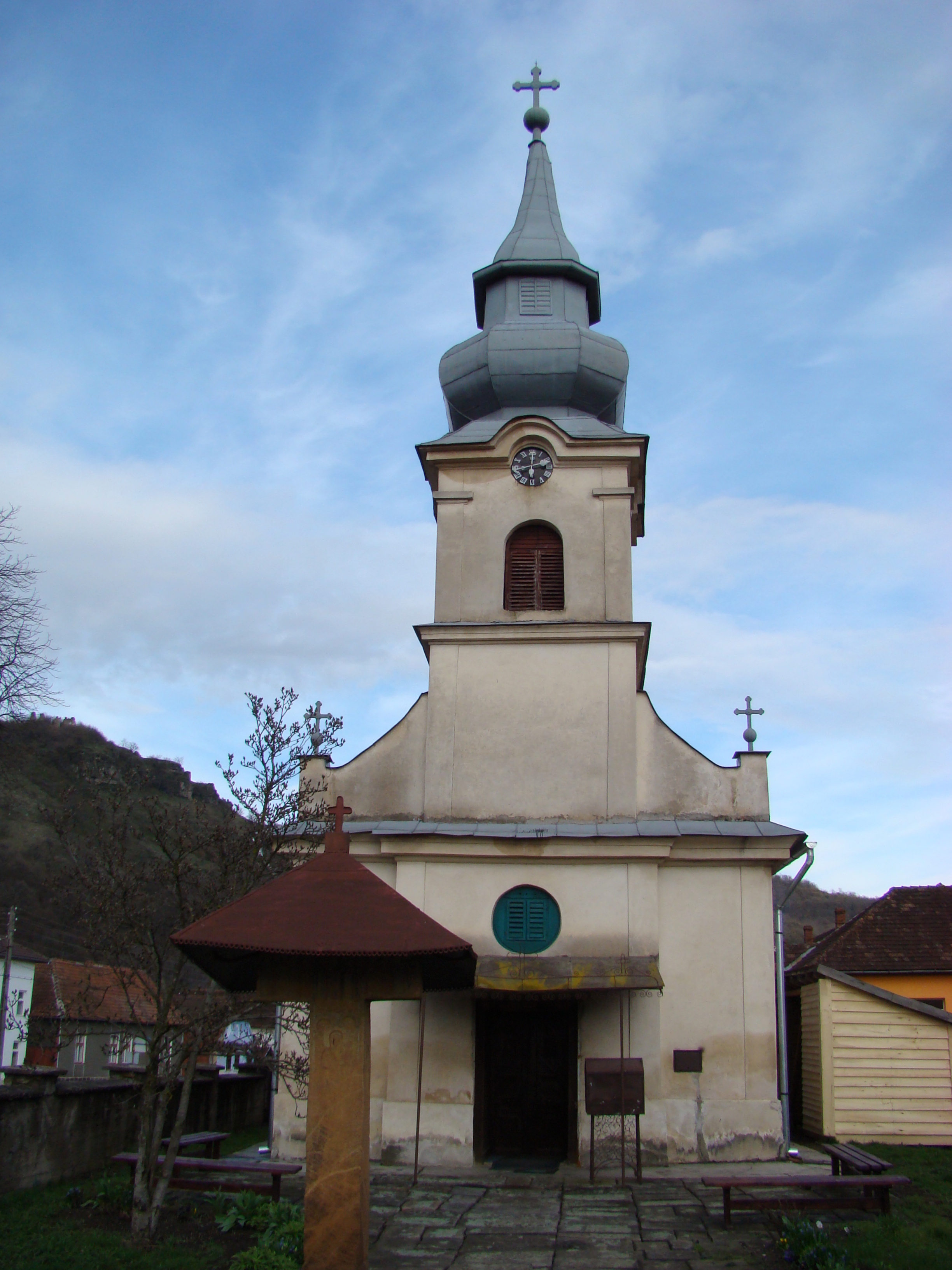
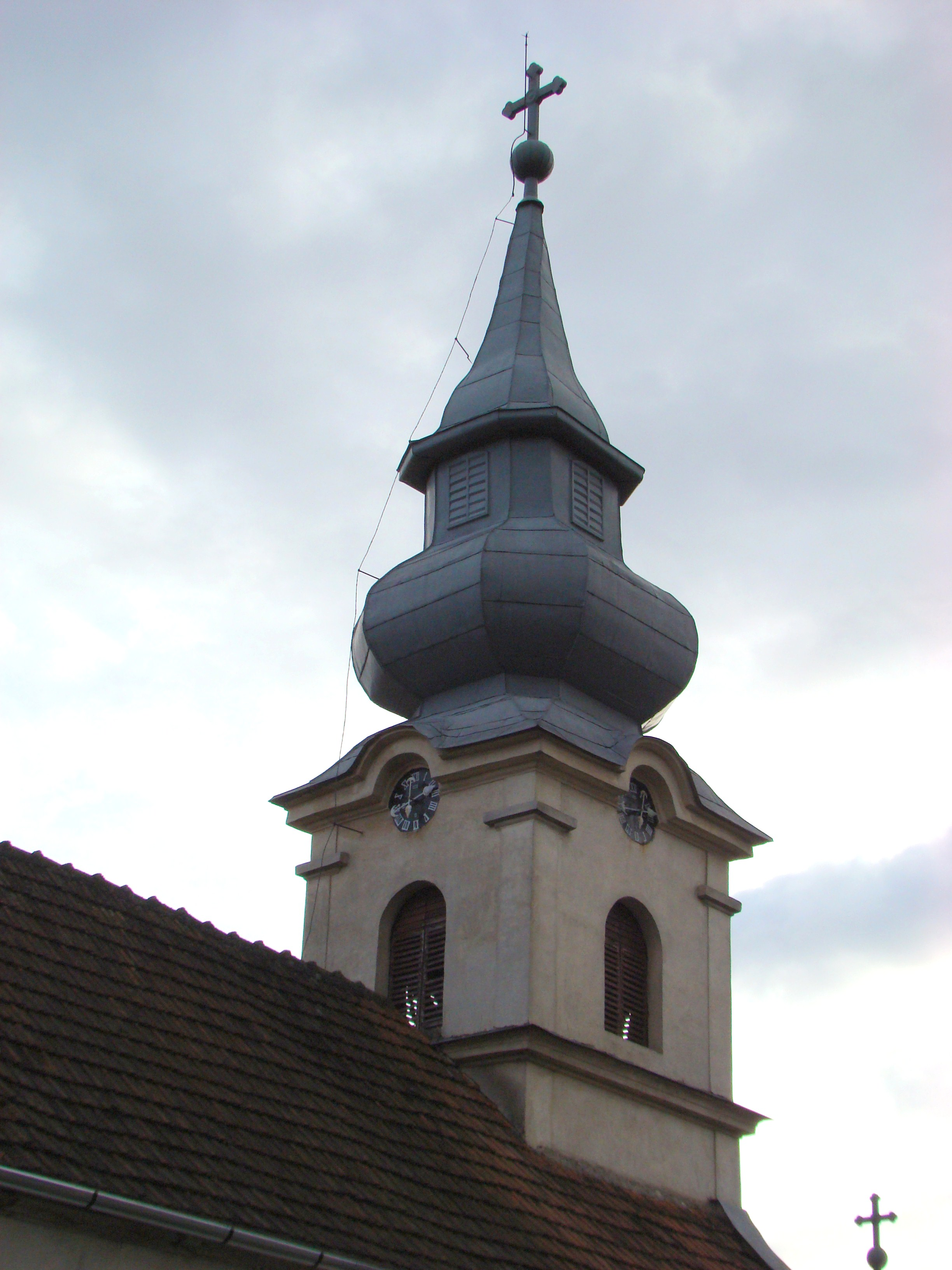
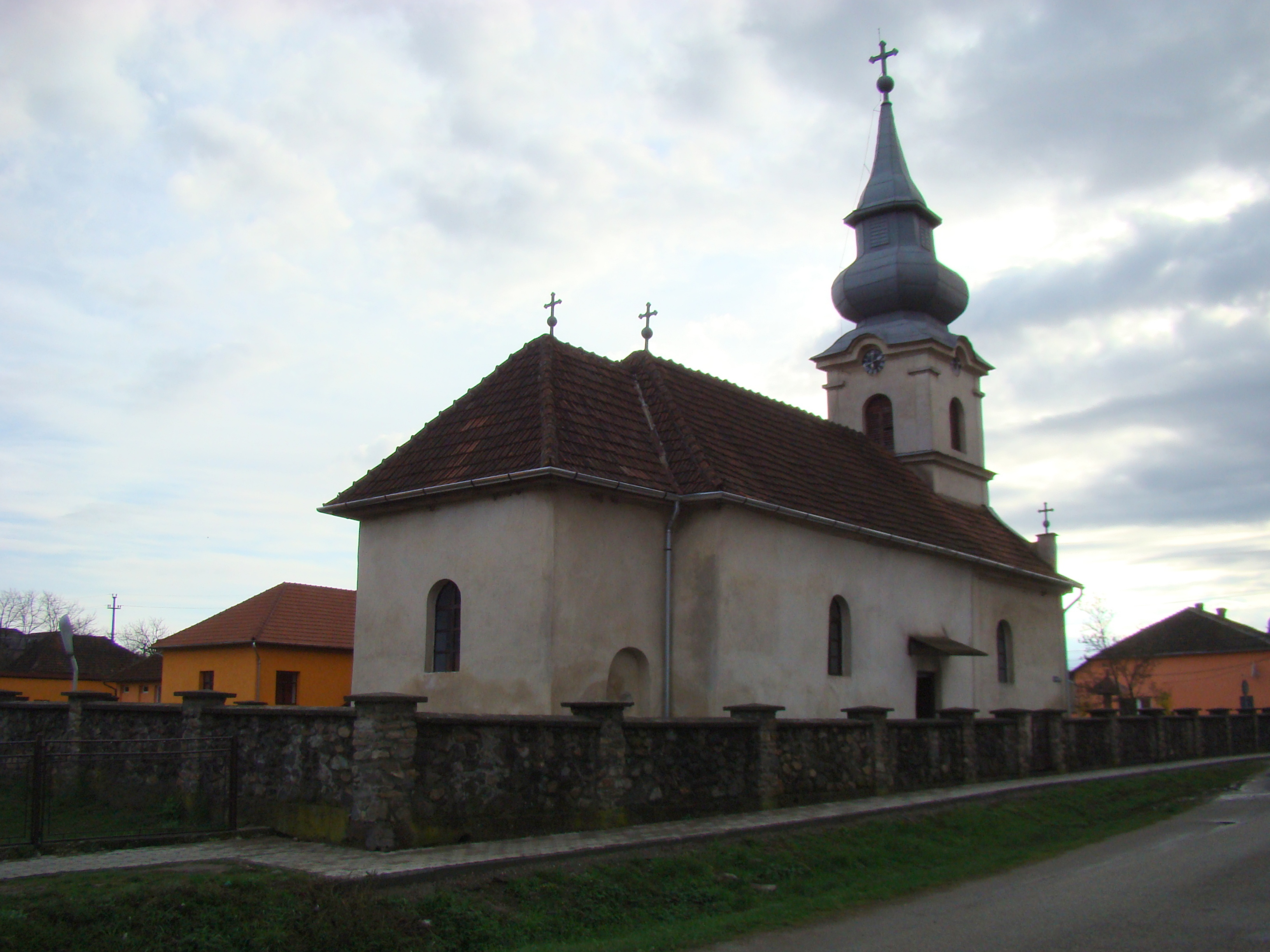
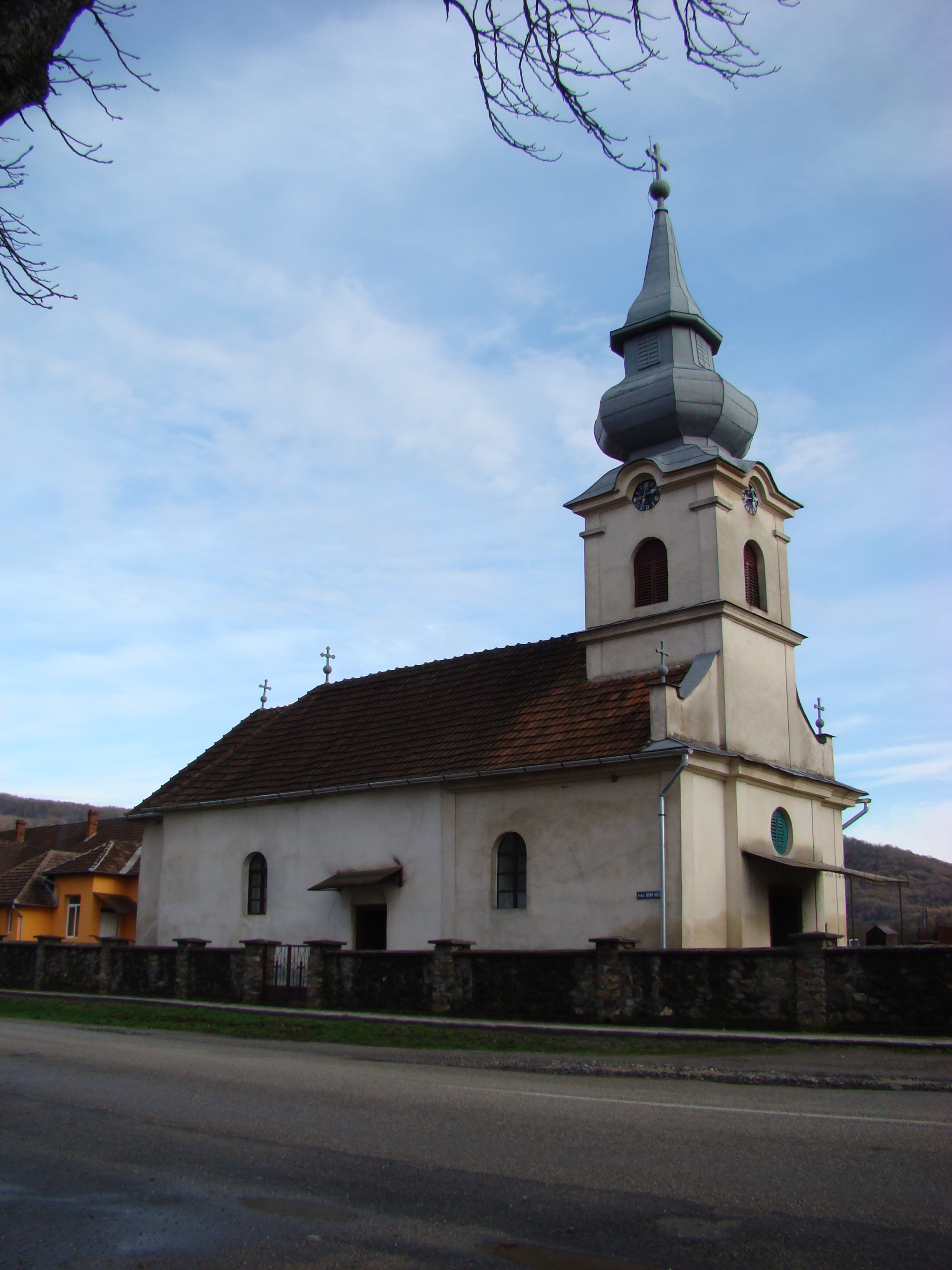
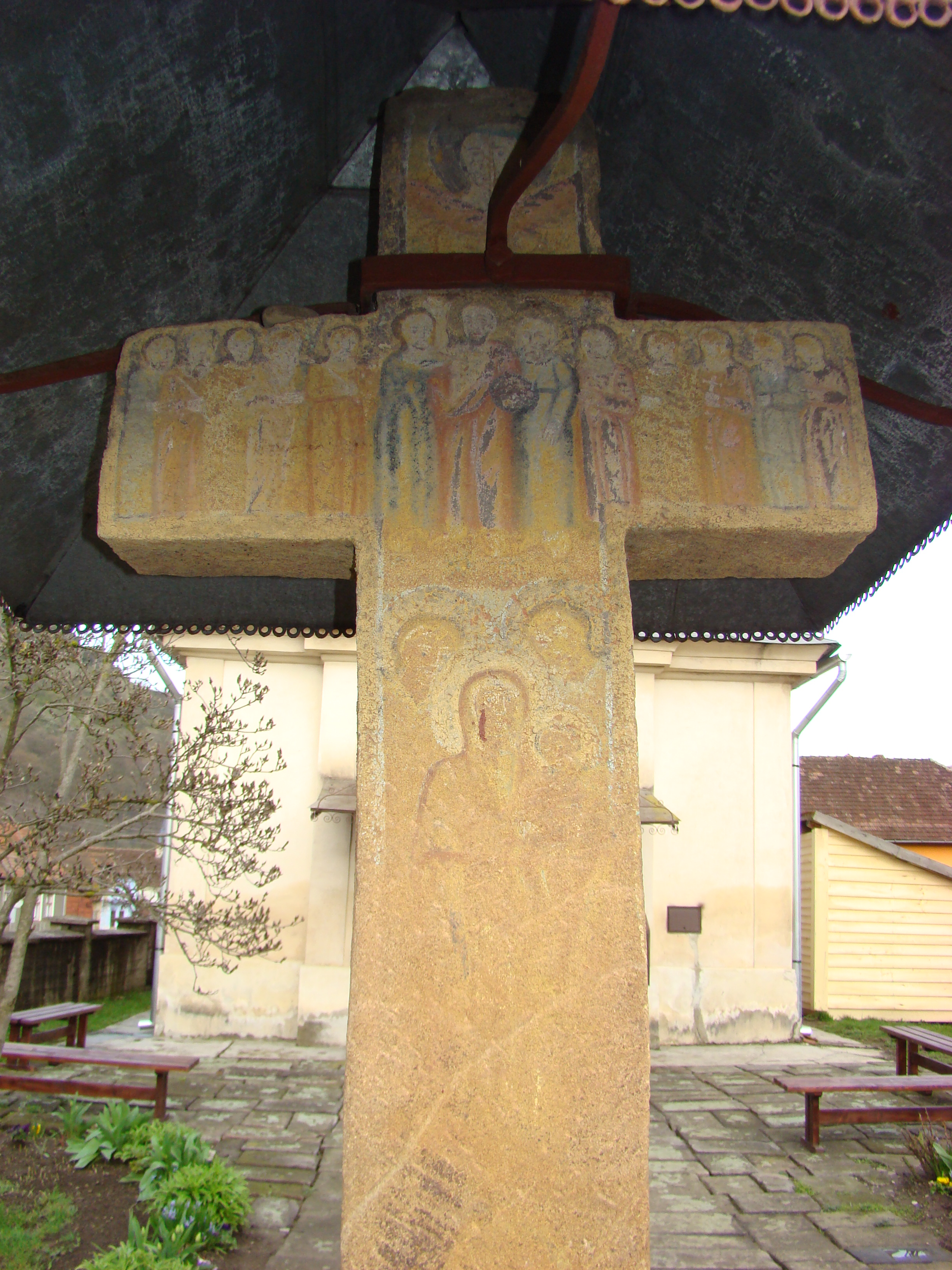
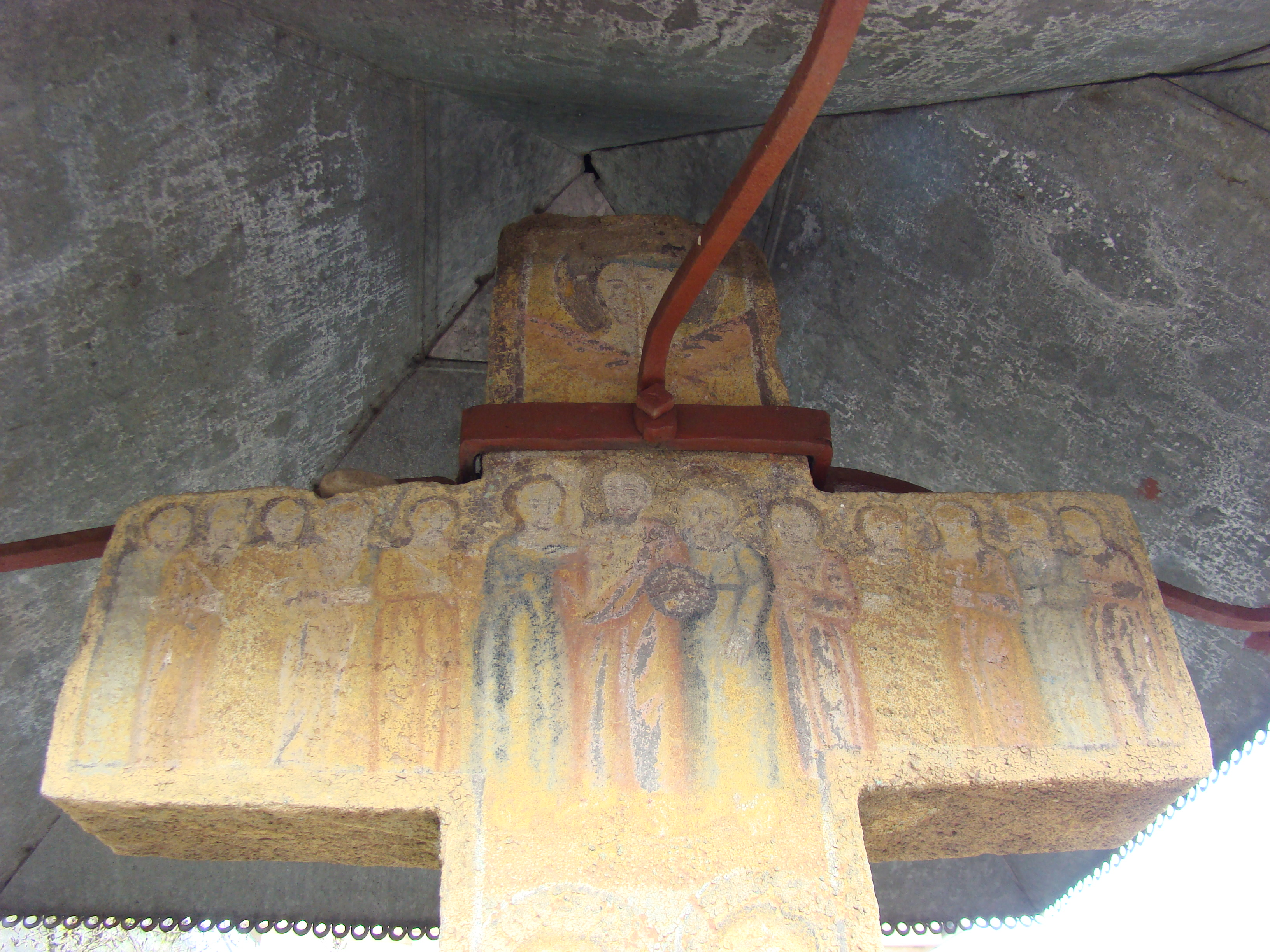